# Northern Lights (cannabis)

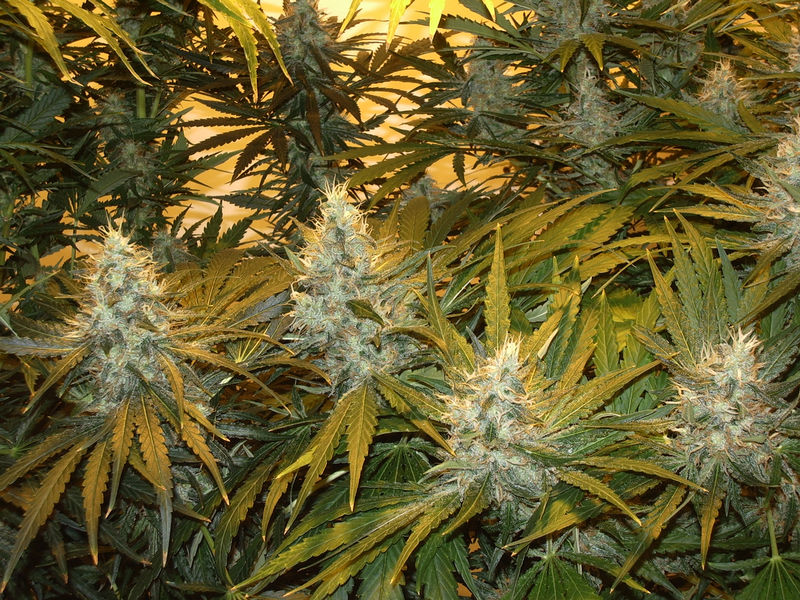
Northern Lights

Northern Lights is een in Californië ontwikkelde variëteit van cannabis of wiet die in de jaren tachtig van de twintigste eeuw in Nederland werd ingevoerd en de basis vormde voor de huidige nederwiet.
De plant is een zogeheten 'hybride' en heeft voornamelijk de kenmerken van de soort Cannabis indica, maar er zijn vele kruisingen met andere variëteiten gemaakt om eigenschappen van die soorten toe te voegen aan die van Northern Lights, zoals de langere groei van de Cannabis sativa-planten. Northern Lights is een van de sterkste soorten wiet.
Gekruiste variëteiten van Northern Light zijn onder andere:
- Northern Lights Special
- NLX, een afkorting voor Northern Lights × White Widow